# 北山街道 (焦作市)
北山街道，是中华人民共和国河南省焦作市马村区下辖的一个乡镇级行政单位。

## 行政区划
北山街道下辖以下地区：
梅苑社区、松鹤苑社区和田门社区。